# Бирон, Эрнст Иоганн
Эрнст Иога́нн Биро́н (нем. Ernst Johann von Biron; 23 ноября [3 декабря] 1690, мыза Калнцеем, Курляндия и Семигалия (ныне Тирели, Елгавский край, Латвия) — 17 [28] декабря 1772, Митавский дворец, Курляндия и Семигалия) — фаворит русской императрицы Анны Иоанновны, регент Российской империи в октябре — ноябре 1740 года, граф Священной Римской империи (с 1730), герцог Курляндии и Семигалии с 1737 года. В 1740—1761 годах находился в ссылке.

## Биография
Происходит из мелкопоместных остзейских дворян (см. Бироны). Хотя фамилия его схожа с Биро́н (нем. von Biron), какие-либо связи его предков с французскими дворянами, в частности, герцогами-однофамильцами, документально не подтверждены. Тем более что настоящим написанием его вестфальской по своим корням семьи было фон Бюрен (нем. von Bühren).
С 1718 года служил при дворе герцогини Анны в Курляндии, в 1730 году в качестве обер-камергера её двора приехал в Россию. Имел огромное влияние на императрицу. В 1737 году при содействии Анны Иоанновны был избран герцогом Курляндии, которой управлял из Санкт-Петербурга.
По завещанию Анны Иоанновны Бирон после её смерти (17 октября 1740 года) стал регентом при несовершеннолетнем императоре Иване VI Антоновиче, что вызвало недовольство русского дворянства. В результате борьбы за власть, вылившейся в дворцовый переворот, 9 (20) ноября 1740 года Бирон был арестован. Правительницей стала мать Ивана VI — Анна Леопольдовна. По обвинению в «захвате регентства» и стремлении завладеть престолом Бирон был приговорён к смертной казни, заменённой ссылкой в Пелым, с 1742 года — в Ярославль. Пётр III вернул Бирона в Петербург; Екатериной II он был восстановлен на курляндском герцогском престоле.

### Детство и юность
Второй сын Карла фон Бирена (Бюрена) и Гедвиги-Катарины, урождённой фон дер Рааб, родился 13 (23) ноября 1690 года на родовой мызе Калнцеем в Курляндии (в нынешнем селе Тирели в Латвии). Сведения о его жизни до 1718 года фрагментарны и плохо поддаются проверке. Сообщается, что Эрнст Иоганн был послан учиться в Кёнигсбергский университет, однако его имя в списках студентов пока не обнаружено. К. Манштейн утверждает, что молодой Бирон пытался получить место камер-юнкера при супруге наследника российского престола Алексея Петровича, но ему было отказано по причине низкого происхождения. Княгиня Наталия Долгорукова пишет в своих воспоминаниях, что Бирон занимался сапожным ремеслом и даже шил сапоги её дяде, что также не находит подтверждения в других источниках.

### Начало карьеры
Согласно воспоминаниям самого Бирона, к 1740 году он находился на службе Анны Иоанновны уже 22 года, что позволяет отнести к 1718 году его появление при курляндском дворе, куда он был принят по протекции канцлера Курляндии Германа фон Кейзерлинга, либо, по другим сведениям, обер-гофмейстера герцогини Курляндской Петра Бестужева-Рюмина. Сначала Бирон занимал при дворе должность секретаря герцогини, затем, с 1720 года, управляющего её имением Вюрцау (Вирцава), в 1722 году назначен камер-юнкером, обер-камер-юнкером (к 1726 году), затем после 1727 года камергером.
25 февраля 1723 года женился на фрейлине герцогини Анны, Бенигне Готтлиб фон Тротта-Трейден (1703—1782), которая, по официальной версии, родила ему троих детей.
Около 1722 года, находясь в Кёнигсберге, участвовал в уличной драке с городской стражей, в результате которой один стражник был убит. Несколько месяцев провёл в тюрьме, откуда был выпущен с обязательством уплатить 700 рейхсталеров штрафа, о чём сохранилось его письмо в архиве П. Я. Дашкова. Исполняя поручения герцогини Анны, а также сопровождая её в поездках, несколько раз был в России, где получил известность при императорском дворе, в том числе как знаток лошадей.

### Фаворит герцогини Курляндской
Когда Анна была избрана на русский престол, она взяла Бирона с собой в Россию и по случаю своей коронации назначила его (28 апреля 1730 года) обер-камергером (тогда это была придворная должность, а не звание), «с рангом действительного генерала».

### При дворе Анны Иоанновны
В том же году Бирон получил диплом на титул графа Священной Римской империи. В 1737 году избран при содействии России курляндским дворянством на место последнего герцога из рода фон Кеттлеров — Фердинанда и с этого времени стал именоваться «божией милостью Эрнст-Иоганн герцог Курляндский». Король польский Август III, обязанный своим престолом России, согласился признать эту кандидатуру. России было выгодно иметь во главе Курляндии человека, который вполне от неё зависел бы. К этому стремился ещё Пётр Великий.
В царствование Анны Иоанновны Бирон управлял своим государством из Петербурга. По мнению историка В. Н. Строева (1873—1931), Бирон как герцог Курляндский «был всегда верен интересам России и не позволял увлечь себя подарками» ни прусскому королю, ни императору Священной Римской империи.

### Государственная деятельность. Бироновщина
Лица, писавшие о царствовании Анны Иоанновны во второй половине XVIII века, представляют Бирона злым гением России со дня его появления здесь (княгиня Н. Долгорукова, Миних, его адъютант Манштейн и другие). По изображению этих авторов, Бирон был человеком в высшей степени грубым, необразованным, корыстолюбивым и кровожадным. На нём тяготело обвинение в господстве иностранцев, в жестокостях и казнях, совершавшихся будто бы по приказанию иностранца-временщика, в казнокрадстве и в разорении русского народа. Государством действительно управляли иностранные министры (Миних и Остерман), но они были выдвинуты Петром Великим, усвоили его традиции и действовали в интересах России; к тому же, их разделяла с Бироном непримиримая вражда. Бирон не вывез с собою в Петербург массы курляндцев, и они не составили собой ничего сплочённого, подобного тому, как впоследствии голштинцы при Петре III. Президенты большинства коллегий, как и большинство сенаторов, были русские. Много было иностранцев в армии и среди дипломатов, но их много было там и при Петре I.
Бирон был очень невысокого мнения о русских и не скрывал этого; но наряду с этим такая осведомлённая свидетельница, как леди Джейн Рондо, жена английского посланника, отмечает у него желание не раздражать русских неуважением к их обрядам. Этим подтверждаются известия других иностранцев, что он искал популярности. Наконец, в нём находили поддержку многие русские государственные люди, например, передовой человек в крестьянском вопросе Анисим Маслов. Бирон поддерживал в Малороссии князя Шаховского против Миниха и ввёл в кабинет министров Бестужева-Рюмина против Остермана. Политических преследований в царствование Анны было очень много, но Бирон не был в них заинтересован. В них были заинтересованы лично императрица и лица, которым она была обязана неограниченной властью (С. А. Салтыков, архиепископ Феофан, граф Г. И. Головкин, особенно Остерман; среди доносчиков были такие люди, как Татищев и Миних).
Имевшая мало прав на престол, императрица очень ревниво относилась к тому, что говорили в народе о её правах. Правда, в делах об оскорблении величества постоянно фигурирует имя Бирона и его отношения к императрице, но в этих случаях оскорблённой является сама императрица, а не Бирон. И позже, при императрице Елизавете, секли кнутом и резали языки тем, кто говорил об отношениях Бирона к её предшественнице. В деле Волынского фигурировала жалоба Бирона, но она была очень незначительным фактом среди массы других обвинений. Некоторые лица при Анне были, несомненно, обязаны своим избавлением от опалы Бирону (например, Куракин).
Рассказы о страшном корыстолюбии Бирона основаны главным образом на голословном утверждении историка Болтина, что Бирон забрал себе недоимки на многие миллионы рублей, а государство вконец разорил. Точно так же не доказано и выставленное Татищевым обвинение, что Бирон при помощи своего клиента Шемберга эксплуатировал в свою пользу лучшие русские горные заводы и другие промыслы. Но имеются[где?] несомненные доказательства[какие?] того, что он неоднократно отклонял от себя крупные денежные подарки, очень обычные для того времени. Из подарков государыни самым крупным были 500 тыс. рублей, пожалованные ему по случаю заключения мира с Турцией, из которых, однако, он получил только 100 тыс. рублей.
Деятельность Бирона при Анне Иоанновне и степень его влияния очень мало поддаются точному определению. Во всяком случае, мысль о его регентстве была выдвинута не немцами, а русскими вельможами (кабинет-министр князь А. М. Черкасский, генерал-прокурор князь Н. Ю. Трубецкой, князь Куракин, граф Головин, граф М. Головкин и в особенности Бестужев-Рюмин).

### Регент Российской империи
Сделавшись регентом после смерти императрицы Анны в силу её завещания (в октябре 1740 года), Бирон искал популярности среди русского общества и стал добросовестно заниматься делами. Не любивший его французский посланник Шетарди пишет: «Он непрерывно занят тем, что может его сделать угодным народу; последний много терпел от затруднений и медлительности, которыми отличалось ведение здешних дел; для того чтобы сократить срок делопроизводства, Бирон отправился третьего дня в сенат, оставался там по крайней мере четыре часа и будет туда являться отныне каждый четверг». И действительно, первые меры регента отличались, как отмечает и С. М. Соловьёв, гуманностью.

### Падение и арест
С самого начала правления Бирона между ним и родителями императора Иоанна Антоновича начались недоразумения. Был открыт заговор, имевший целью устранить регента и поставить на его место принца Брауншвейгского или его супругу. Не подлежало сомнению, что принц имел связи с заговорщиками. Бирон апеллировал к собранию кабинета министров, сената и генералитета, которое единогласно стало на его сторону. Отцу императора пришлось публично выслушать крайне резкое замечание от начальника тайной канцелярии А. И. Ушакова. Между тем матери императора, Анне Леопольдовне, предложил свои услуги старый фельдмаршал граф Христофор Миних, который арестовал в ночь на 9 (20) ноября 1740 года герцога Курляндского вместе с его женой.
Миних вошёл в покои и подошёл к кровати посередине — на кровати лежали супруги Бироны. Они так крепко спали, что не слышали шагов фельдмаршала. Он подошёл к ним и крикнул «Проснитесь!» Бирон проснулся и сердито сказал «Что? Что тебе нужно? Как ты смеешь?» Но увидев входивших в комнату солдат, понял всё, закричал от страха и полез под кровать. Его вытащили, сунули в рот платок, посадили в стоявшие у порога дворца сани и увезли на гауптвахту.
Бирон был предан суду, и ему было поставлено в вину, по меткому выражению того же Шетарди, даже и то, что он принимал награды и подарки от императрицы.
Главные обвинения против Бирона были выставлены следующие: «захват» регентства, «небрежение» о здоровье покойной государыни, желание удалить царскую фамилию из России с целью завладеть престолом и притеснения русских. 18 (29) апреля 1741 года был обнародован манифест «о винах бывшего герцога Курляндского». Он был приговорён к смертной казни четвертованием, но манифестом был помилован, и казнь была заменена ему вечной ссылкой в Пелым, за три тысячи вёрст от Петербурга. Он впал в мрачное настроение духа и стал готовиться к смерти.
Когда на престол вступила Елизавета, которой он в прошлом оказывал некоторые услуги, она вспомнила изгнанника и перевела его на житьё в Ярославль, но не решилась предоставить полную свободу. Павший временщик написал для государыни записку, в которой оправдывался в возведённых на него обвинениях, в том числе и в захвате регентства. Впоследствии Екатерина II находила эту записку заслуживающей доверия.

### Возвращение из ссылки. Последние годы
Пётр III вызвал Бирона в Петербург, возвратил ему ордена и знаки отличия, но не вернул Курляндского герцогства, которое прочил своему дяде, герцогу Георгу Голштинскому.
Екатерина II восстановила бывшего временщика на курляндском герцогском троне, причём Бирон обязался пропускать через Курляндию русские войска, не вступать ни в какие сношения с врагами России, оказывать веротерпимость православным и разрешить постройку православного храма. Эти условия вызвали величайшее неудовольствие курляндского дворянства. Он отказался от власти в пользу сына своего Петра. Вскоре Бирон умер 82 лет от роду в Митаве, где и был погребён в герцогском склепе. Гроб его впоследствии был открыт, и тело оказалось удивительно сохранившимся: вполне сохранилась даже андреевская мантия, в которой он завещал себя похоронить.

## Характеристика
Слово «бироновщина» — не народное; народных песен или преданий о времени Бирона не сохранилось. В делах, где фигурировали отношения Бирона к государыне, были замешаны почти исключительно гвардейские солдаты, дворяне и чиновники, недовольные строгостью к ним императрицы Анны. Александр Пушкин высказал по этому поводу такое замечание: «Он (Бирон) имел несчастие быть немцем; на него свалили весь ужас царствования Анны, которое было в духе его времени и в нравах народа».

### В воспоминаниях современников
Граф Миних:

У него было две страсти: одна, весьма благородная, — к лошадям и верховой езде… Герцог убедил ея величество сделать большие издержки на устройство конских заводов в России, где был недостаток в лошадях. Племенные жеребцы для заводов доставлялись из Испании, Англии, Неаполя, Германии, Персии, Турции и Аравии. Было бы желательно, чтобы эти великолепные заводы поддерживались и после него. Вторая страсть его была — игра. Он не мог провести ни одного дня без карт и играл вообще в большую игру, находя в этом свои выгоды, что ставило часто в весьма затруднительное положение тех, кого он выбирал своими партнёрами. Он был довольно красивой наружности, вкрадчив и очень предан императрице, которую никогда не покидал, не оставив около нея вместо себя своей жены.— Миних Б. Х. Записки фельдмаршала графа Миниха. — СПб.: Тип. Безобразова и комп., 1874. — С. 67-68.
Испанский посол герцог Лирийский:

В обращении он был весьма вежлив; имел хорошее воспитание; любил славу своей государыни и желал быть для всех приятным; но ума в нём было мало и потому дозволял другим управлять собою до того, что не мог отличать дурных советов от хороших. Несмотря на всё это, он был любезен в обращении; наружность его была приятна; им владело честолюбие, с большею примесью тщеславия.

## Семья и потомки
Среди историков XIX века (например, П. В. Долгоруков) бытовало мнение, что на самом деле Бенигна Готтлиб была бездетной, а свадьба была устроена с таким расчётом, чтобы избежать кривотолков в отношении герцогини Анны, которая была вдовой после смерти мужа герцога Курляндского почти сразу после свадьбы. Дети же у семьи Биронов родились от герцогини Анны, а Бенигна ближе к появлению ребёнка носила под платьем подушки, изображая беременность. Вместе с тем, современные исследователи (например, И. Курукин), основываясь, на переписке Бирона с женой и тщательном изучении фактологических данных, утверждают, что, по крайней мере, двое старших детей были рождены именно Бенигной Бирон. Так, например, старший сын Пётр родился 15 февраля 1724 года в Митаве, в то время как Бирон с герцогиней Анной находились в Москве на коронации Екатерины Алексеевны. Также до сих пор не найдено прямых доказательств того, что матерью младшего сына Карла Эрнста была Анна.
- Пётр Бирон — сын
- Гедвига Елизавета Бирон, в замужестве Екатерина Ивановна Черкасова — дочь
- Карл Эрнст Бирон — сын
- Катарина-Фридерика-Вильгельмина Бирон — внучка
- Доротея Бирон — внучка

Потомки рода Бирона существуют и поныне. В 1990 году в Рундальском дворце на торжества по поводу 300-летия Бирона собралось 12 его потомков из разных стран мира.

## В кинематографе
- «Давид Гурамишвили», 1945 г., ГССР, Тбилисская киностудия, режиссёр Николоз Санишвили. В роли Бирона — Яков Малютин.
- «Михайло Ломоносов», 1986, СССР, режиссёр Александр Прошкин. В роли Бирона — Михаил Солодовник.
- «Баллада о Беринге и его друзьях», 1970, СССР, режиссёр Юрий Швырёв. В роли Бирона — Геннадий Сергеев.
- «Демидовы», 1983 г., СССР, режиссёр Ярополк Лапшин. В роли Бирона — Михаил Козаков.
- «Тайны дворцовых переворотов» (2000—2013 г. , Россия; режиссёр — Светлана Дружинина), в роли Бирона — Александр Лазарев (младший).
- «Романовы (документальный цикл)», 2013 г., Россия, режиссёр Максим Беспалый, 8-серийный документально-игровой телефильм к 400-летию династии Романовых.
- «1000 поцелуев Бирона», «Эрнст Бирон и императрица Анна Иоанновна» — программы цикла «Больше, чем любовь», «Культура», 2008 г., Россия, режиссёр Александр Столяров.

## Комментарии
1. ↑  В. Р. Долопчев в словаре неправильностей в русской разговорной речи (1909) рекомендовал ударение на первый слог: Би́ронъ.